# Mihnea Berindei
Mihnea Berindei (né à Bucarest le 22 mars 1948 et mort à Venise le 19 juin 2016) est un historien français.

## Biographie
Il fait ses études à l'Université d'histoire de Bucarest, et vient en France en 1972 où il étudie à l'École pratique des hautes études.